# Liquidationswert

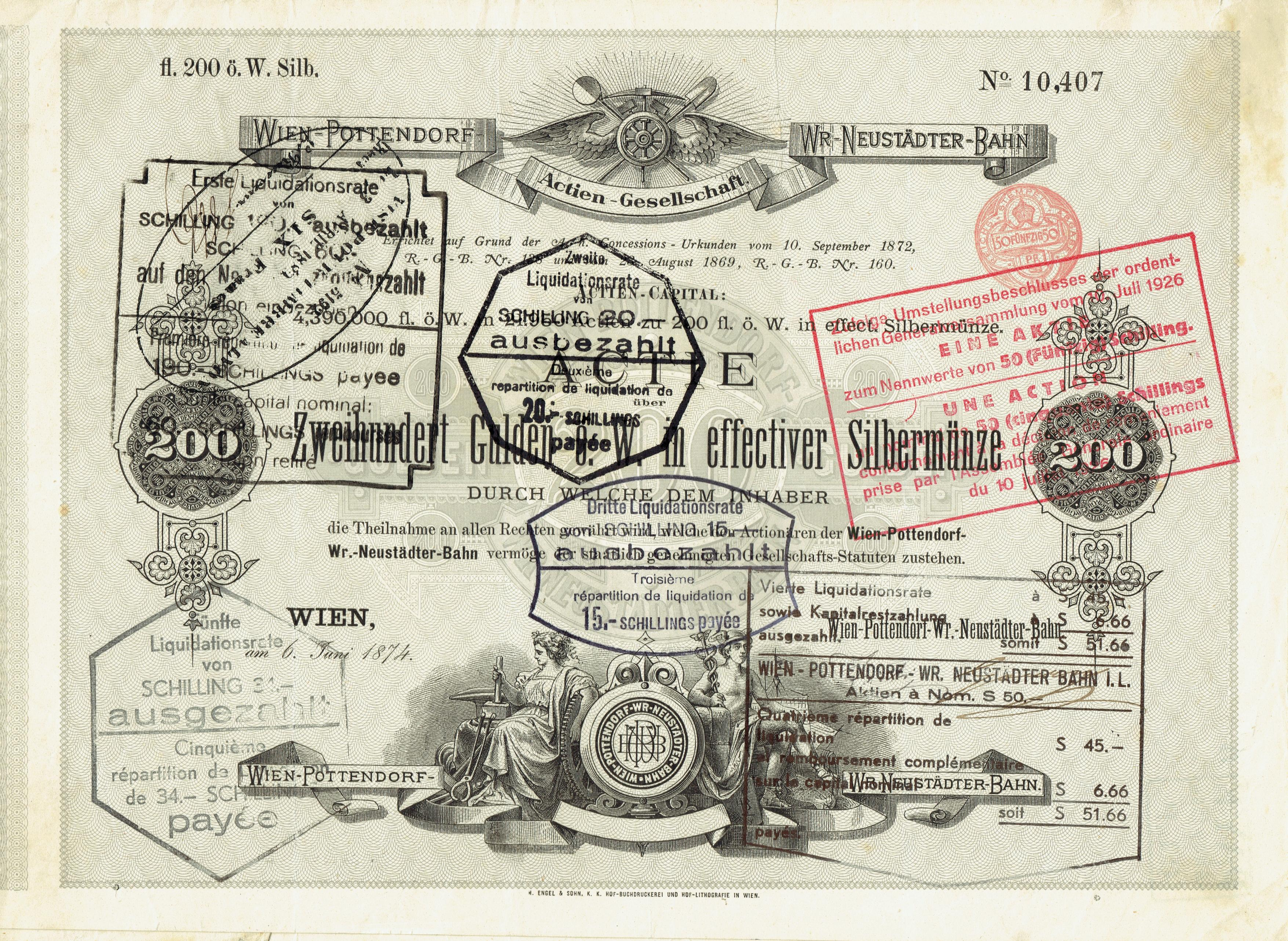
5 Stempel über ausbezahlte Liquidationserlöse auf einer alten Aktie der Wien-Pottendorf-Wr-Neustädter Bahn i. L.

Liquidationswert (auch: Liquidationserlös, Zerschlagungswert; englisch liquidation value) ist in der Wirtschaft der Erlös, der bei der Auflösung oder Liquidation von Unternehmen durch die Veräußerung aller Vermögensgegenstände erzielt werden kann.

## Allgemeines
Im Regelfall wird davon ausgegangen, dass solvente Unternehmen ihre Bilanz nach dem Fortführungsprinzip aufstellen und bei der Bilanzierung die Fortführung der Unternehmenstätigkeit unterstellen können. Geraten sie jedoch in eine Unternehmenskrise oder gar in die Insolvenz, dürfen diese Fortführungswerte nicht mehr verwendet werden. Dann ist der Liquidationswert der Substanzwert unter der Annahme der Nichtweiterführung des Unternehmens. Das Unternehmen wird hierbei nicht mehr als Einheit, sondern als Ansammlung von selbständigen Wirtschaftsgütern ohne Rücksicht auf deren im Betrieb geplante Verwendung gesehen.

## Ermittlung
Der Liquidationswert errechnet sich wie folgt:
```
    Gesamterlös aus dem Verkauf aller Vermögensgegenstände
    - 
Verbindlichkeiten

    - verpflichtende 
Rückstellungen
 (für 
Rückbau
, 
Pensionen
, u.
 
ä.)
    - Kosten der Liquidation (
Sozialplan
, 
Transaktionskosten
 etc.)
    = Liquidationswert
```

Der Liquidationswert ist der in Geld ausgedrückte Betrag, der sich bei Auflösung des Unternehmens zu einem bestimmten Stichtag nach Verwertung der einzelnen Vermögensgegenstände, dem Inkasso der Forderungen, der Ablösung der Verbindlichkeiten und nach Abzug der liquidationsbedingten Transaktionskosten (vor allem Sozialplan) ergibt.

## Wirtschaftliche Aspekte
Liquidationswerte kommen meist durch einen Notverkauf unter Zeitdruck zustande, so dass die ursprünglichen Buchwerte oft nicht erzielt werden können und hohe Verwertungsverluste hinzunehmen sind. Wird ein Betrieb nicht weitergeführt, sind bei der Bewertung der Aktiva in der Regel Abschläge und bei der Bewertung der Passiva Zuschläge vorzunehmen. Wertminderungen können sich bereits daraus ergeben, dass der gesamte Buchwert von Sachgesamtheiten bei der Verwertung einzelner Gegenstände aus der Sachgesamtheit nicht mehr erreicht werden kann. Deshalb kann letztlich weder der Unternehmenswert noch der Substanzwert erzielt werden. Der Liquidationswert bildet fast immer die absolute Untergrenze der Unternehmensbewertung, gleichgültig, welche Werte bei anderen Methoden errechnet werden.
Der erzielte Liquidationswert ist im Wege der Auseinandersetzung auf die Gesellschafter anteilig zu verteilen.